# Lucifer (film, 2019)
Pour les articles homonymes, voir Lucifer et Lucifer (homonymie).
Pour plus de détails, voir Fiche technique et Distribution.
Lucifer est un thriller d'action politique indien en langue malayalam réalisé par Prithviraj Sukumaran, écrit par Murali Gopy et sorti en 2019.
Produit par Antony Perumbavoor par l'intermédiaire de la maison de production Aashirvad Cinemas, le film marque les débuts de Prithviraj en tant que réalisateur et met en vedette Mohanlal dans le rôle titre, aux côtés d'un ensemble d'acteurs comprenant Vivek Oberoi, Manju Warrier (en), Tovino Thomas et Prithviraj Sukumaran. Deepak Dev a composé la musique du film et la cinématographie a été assurée par Sujith Vaassudev.

## Fiche technique
- Titre original : Lucifer
- Réalisation : Prithviraj Sukumaran
- Scénario : Murali Gopy
- Photographie : Sujith Vasudev
- Montage : Samjith Mohammed
- Musique : Deepak Dev
- Costumes : Sujith Sudhakaran
- Production : Antony Perumbavoor
- Sociétés de production : Aashirvad Cinemas
- Direction artistique : Mohandas
- Pays de production : Inde
- Langue originale : Malayalam
- Format : couleur
- Genre : Thriller et action
- Durée : 175 minutes
- Dates de sortie[1] :
  - Internet : 28 mars 2019

## Distribution
- Mohanlal : Stephen Nedumpally "Esthappan" / Khureshi-Ab'raam
- Vivek Oberoi : Bobby / Bimal Nair
- Manju Warrier (en) : Priyadarshini Ramdas / Priya
- Tovino Thomas (en) : Jathin Ramdas
- Prithviraj Sukumaran : Zayed Masood
- Indrajith Sukumaran (en) : Govardhan
- Sai Kumar (en) : Mahesha Varma
- Baiju Santhosh (en) : Murugan
- Kalabhavan Shajohn (en) : Aloshy Joseph
- Saniya Iyappan (en) : Jhanvi
- Nyla Usha (en) : Arundhathi Sanjeev
- Suresh Chandra Menon (en) : Abdul
- Giju John (en) : Sanjeev Kumar
- Fazil (en) : Father Nedumpally
- Sachin Khedekar (en) : P. K. Ramdas
- Nandhu (en) : P. S. Peethambran
- Shivaji Guruvayoor (en) : Medayil Rajan
- John Vijay (en) : Mayilvahanam
- Aneesh G. Menon (en) : Sumesh
- Adil Ibrahim (en) : Riju
- Bala (en) : Bhadran
- Shaun Romy (en) : Aparna
- Sijoy Varghese (en) : PR agent
- Shakti Kapoor : Sanghani (apparition en tant qu'invité)

## Tournage
Le tournage principal commence le 16 juillet 2018 avec le rite traditionnel du pooja organisé au Springdale Heritage Resort à Vandiperiyar, dans le district d'Idukki. Sujith Vaassudev est le directeur de la photographie,. Mohanlal devrait rejoindre le tournage dans les prochains jours. Le tournage commence à Kuttikkanam et Vandiperiyar et à Thodupuzha plus tard ce mois-là. Des fusillades ont également eu lieu à Cochin, dans le district d'Ernakulam, avant de se déplacer à Thiruvananthapuram. Environ 2 000 jeunes artistes (figurants) ont participé au tournage à Ernakulam. Par la suite, le tournage a été prévu à Thiruvananthapuram du 6 août au 15 septembre pendant 40 jours. Le premier tournage de Mohanlal est avec Fazil. Ils avaient deux scènes et ont tourné pendant trois jours. La voiture de Stephen (Mohanlal) utilisée dans le film est une Hindustan Landmaster portant le numéro 666 sur la plaque d'immatriculation du véhicule. Le tournage a eu lieu à Vandiperiyar début août et devait durer jusqu'au 10 août.
Le tournage est prévu dans 25 lieux du district de Thiruvananthapuram, à commencer par le Government College for Women à partir du 12 août. L'école secondaire supérieure de garçons du gouvernement modèle est l'un des emplacements de ce programme. Les scènes mettant en scène Oberoi et Manju Warrier (en) sont tournées au palais de Kuthiramalika le 20 août. Le même jour, le film est également tourné dans une station balnéaire à Poovar. Mohanlal, qui était en pause, revient sur le plateau le 21 août,. Warrier est repéré lors du tournage à l'Azeezia Medical College à Quilon (Kollam). Le tournage a lieu au Palais Kanakakkunnu le 28 août, auquel Mohanlal et Manju Warrier (en) participent. Pendant le tournage, de nombreux taxis blancs ont été transformés en voitures officielles de l'État. À la fin du mois, T Tovino Thomas rejoint le groupe sur le terrain du palais Kanakakkunnu. Il termine son rôle dans le film début septembre. Avant son départ, ses scènes avec Manju Warrier (en) ont été tournées au début du mois et ses autres scènes plus tard en septembre. Le tournage à Thiruvananthapuram devait durer jusqu'au 20 septembre, puis se déplacer à Kuttikkanam. Oberoi a joué dans une scène tournée au stade international de Greenfield au début du mois. Sai Kumar et Shivaji Guruvayoor ont participé au tournage qui a eu lieu dans une résidence universitaire à Thiruvananthapuram au début du mois de septembre.

## Récompenses et distinctions
- (en) Lucifer: Awards, sur l'Internet Movie Database